# Rhampsinitus lalandei
Rhampsinitus lalandei is een hooiwagen uit de familie echte hooiwagens (Phalangiidae).